# Husniddin Aliqulov
Husniddin Aliqulov (Kitob, 4 aprile 1999) è un calciatore uzbeko, di ruolo difensore.

## Palmarès

### Competizioni nazionali
- Coppa dell'Uzbekistan: 2

Nasaf Qarshi: 2021, 2022